# Nadhim Zahawi
Nadhim Zahawi (ur. 5 lipca 1967 w Bagdadzie) – brytyjski polityk pochodzenia kurdyjskiego, członek Partii Konserwatywnej. W latach 2010–2024 poseł do Izby Gmin z okręgu Stratford-on-Avon. Od 15 września 2021 do 5 lipca 2022 zajmował stanowisko ministra edukacji w drugim gabinecie Borisa Johnsona, a od 5 lipca do 6 września 2022 pełnił funkcję kanclerza skarbu. W latach 2020–2021 był odpowiedzialny za wdrożenie programu szczepień przeciwko wirusowi SARS-CoV-2. W 2022 Kanclerz Księtwa Lancaster. W latach 2022–2023 przewodniczący Partii Konserwatywnej.

## Życiorys
Jest Brytyjczykiem kurdyjskiego pochodzenia, jego rodzice emigrowali do Wielkiej Brytanii z Iraku, gdy miał 9 lat. Ukończył studia z zakresu inżynierii chemicznej na Uniwersytecie Londyńskim. W 2010 roku został posłem do Izby Gmin z okręgu wyborczego Stratford-on-Avon. Uzyskał reelekcję w 2015, 2017 i 2019 roku.  W latach 2015–2018 pracował dla firmy naftowej Gulf Keystone jako dyrektor ds. strategii. W drugim gabinecie Borisa Johnsona pełnił funkcję ministra edukacji, a następnie od 5 lipca 2022, po rezygnacji poprzednika, Rishi Sunaka, objął stanowisko kanclerza skarbu. Po ogłoszeniu przez Borisa Johnsona rezygnacji z funkcji premiera oraz lidera Partii Konserwatywnej zgłosił swoją kandydaturę na lidera partii. Jego kandydatura została odrzucona w pierwszej turze głosowania. W gabinecie Liz Truss sprawował urzędy kanclerza Księstwa Lancaster i ministra ds. równości, zaś w gabinecie Rishiego Sunaka – przewodniczącego Partii Konserwatywnej i ministra bez teki. 29 stycznia 2023 został odwołany z tych stanowisk, w związku ze skandalem podatkowym z jego udziałem. Nie kandydował w wyborach do Izby Gmin w 2024.